# Chersodromia tschirnhausi
Chersodromia tschirnhausi är en tvåvingeart som beskrevs av Bill P.Stark 1995. Chersodromia tschirnhausi ingår i släktet Chersodromia och familjen puckeldansflugor.
Artens utbredningsområde är Jordan. Inga underarter finns listade i Catalogue of Life.